# Poëzie

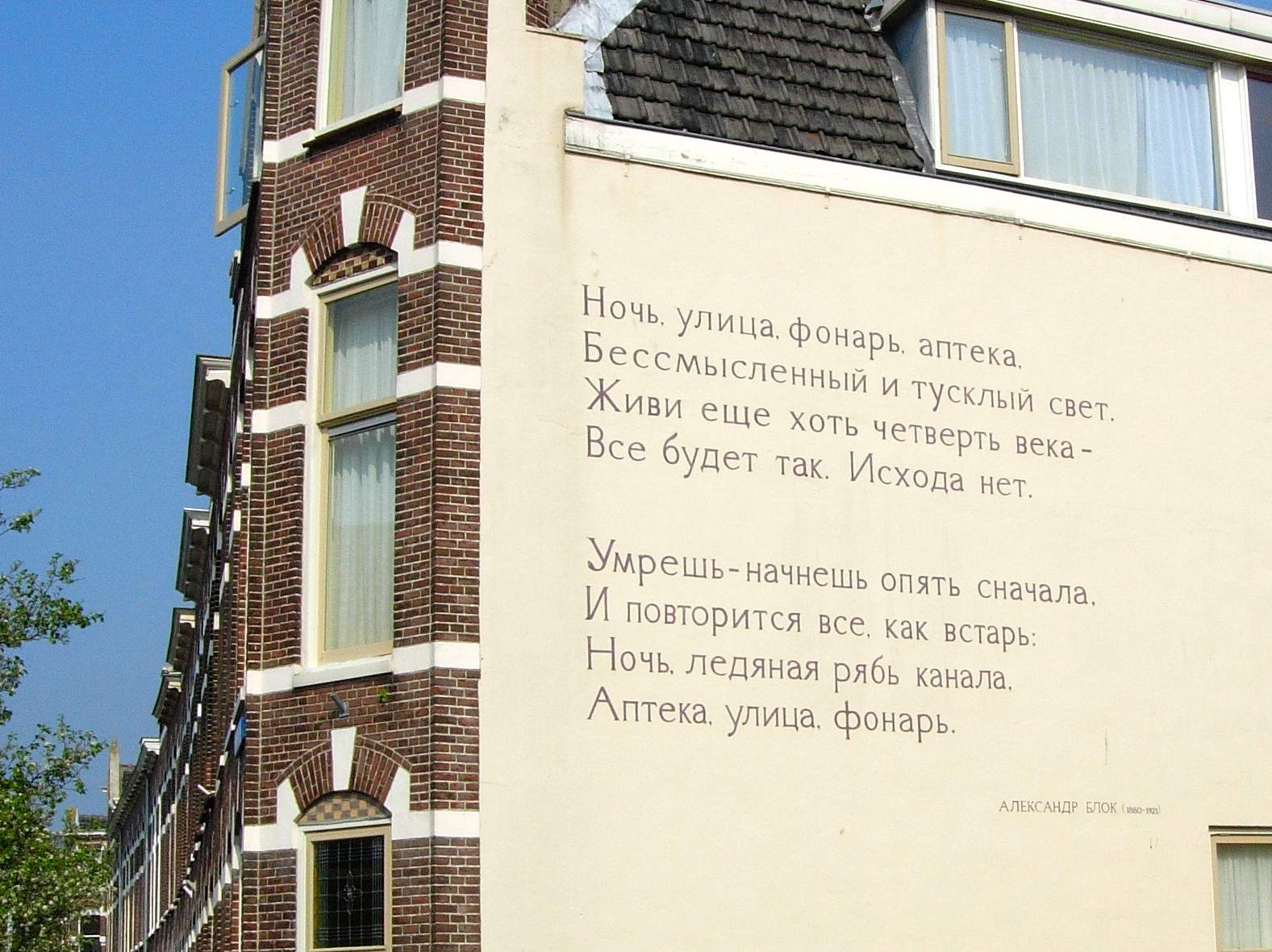
Een van de Leidse muurgedichten: Aleksandr Bloks 'Notsj, oelitsa, fonar, apteka' (Ночь, улица, фонарь, аптека/De Nacht, de straat, de lantaren, de apotheek).

Poëzie of dichtkunst (van het Griekse 'poiesis'/ποίησις: maken, scheppen, vormen) is een vorm van literatuur die uit versregels is opgebouwd. Poëzie benut de esthetische en ritmische eigenschappen van taal zoals metrum en klanksymboliek om betekenissen over te brengen ter aanvulling, vervanging of ondermijning van de prozaïsche, ogenschijnlijke letterlijke betekenis.
Poëzie heeft een lange geschiedenis die teruggaat tot het Soemerische epos Gilgamesj. Vroege gedichten ontwikkelden zich uit volksliederen zoals de Chinese Sjijing, of uit de noodzaak om orale epiek steeds opnieuw te vertellen, zoals in de Veda's uit het Sanskriet, het Zoroastrische Gathas en de Homerische epen Ilias en Odyssee. Antieke pogingen om poëzie te omschrijven, zoals de Poetica van Aristoteles, benadrukten het spraakgebruik in retorica, drama, lied en komedie. Latere pogingen concentreerden zich op kenmerken als herhaling, versvorm en rijm en benadrukten de esthetica die poëzie onderscheidt van meer objectief informatieve, prozaïsche vormen van schrift. Vanaf het midden der twintigste eeuw wordt de dichtkunst soms meer algemeen beschouwd als een wezenlijk creatieve handeling waarbij taal gebruikt wordt.
In poëzie worden vormen en conventies gebruikt om een andere interpretatie van woorden te suggereren, of om een gevoelsmatige respons teweeg te brengen. Middelen zoals assonantie, alliteratie, onomatopeeën en ritme worden soms gebruikt om bezwerende of muzikale effecten te bereiken. Het gebruik van ambiguïteit, symboliek, ironie en andere stilistische elementen van de poëtische voordracht maken vaak een veelheid van interpretaties mogelijk. Op dezelfde wijze schept beeldspraak zoals metafoor, vergelijking (al dan niet Homerisch) en metonymie resonantie tussen anderszins ongelijksoortige beelden - een gelaagdheid van betekenissen waarbij niet eerder waargenomen connecties worden gevormd. Tussen individuele versregels kunnen verwante vormen van resonantie aanwezig zijn in hun patronen van rijm of ritme.
De genoegens die de poëzie aan lezer of luisteraar verschaft, worden teweeggebracht door de bijzondere combinatie van vorm, klank en betekenis die eigen is aan het vers, en deze genoegens kunnen van emotionele (bijvoorbeeld ontroering of bezwering), intellectuele (bijvoorbeeld inzicht of nuancering) of humoristische aard zijn. Ontvankelijkheid voor poëzie of versgevoeligheid is mede afhankelijk van de mate waarin deze wordt gecultiveerd. Poëzie heeft een lange geschiedenis, vanaf de vroegste mondeling gereciteerde en gezongen verzen tot de hedendaagse schriftelijke, al dan niet gestructureerde vormen van dichtkunst.

## Geschiedenis van de poëzie
De geschiedenis van de poëzie begon in de verschillende culturen nog voor er sprake was van enige geletterdheid en dateert dus van voor de uitvinding van het schrift. Er wordt aangenomen dat de vroegste poëzie mondeling gereciteerd of gezongen werd. In de middeleeuwen gebeurde dit door troubadours. Het betrof hier vaak complete verhalen die op rijm waren gezet.
Na de ontwikkeling van de boekdrukkunst ontwikkelde de poëzie zich steeds meer tot gestructureerde vormen, hoewel heel wat dichters sinds de late 20e eeuw opnieuw afgestapt zijn van de traditionele vormen en de voorkeur geven aan vrije verzen en losser gedefinieerde vormen.
Poëzie vervulde verschillende functies. Zo werd het onder meer gebruikt als manier om een mondeling verteld verhaal beter te onthouden, in de genealogie en in het recht. Poëzie is vaak nauw gerelateerd aan muzikale tradities, waarvan een aantal deel uitmaakten van religieuze riten. Op die manier zijn veel van de overgebleven gedichten uit de oude wereld een vorm van geregistreerde informatie over de cultuur van de mensen uit het verleden. Hun gedichten zijn gebeden of verhalen over religieuze onderwerpen, verhalen over hun politiek en oorlogen, en over de belangrijke mythen van hun samenlevingen.

## Vormkenmerken en stijlmiddelen
Poëzie beschikt over taalvormen en -conventies die afwijken van het gewone spraakgebruik en het geschreven proza. Deze vormen geven nieuwe interpretatie- en klankmogelijkheden en prikkelen de ontvankelijkheid en opmerkzaamheid van de lezer. Gedichten kennen vaak een opbouw in strofen en gebruiken soms een herhaald refrein. De lengte van de versregel wordt bepaald door de dichter en niet door de bladspiegel. Stijlmiddelen die vooral de klank betreffen, zoals assonantie, herhaling, metrum, klanknabootsing, alliteratie, rijm en ritme, worden vaak gebruikt om een muzikaal of scanderend effect te bereiken of om overtuigingskracht aan de dichterlijke mededeling te verlenen. Stijlmiddelen die vooral de betekenis betreffen, zoals ambiguïteit, symboliek, ironie, contrast en parallellie, worden vaak gebruikt om alternatieve interpretatiemogelijkheden te scheppen. Beeldspraak, vergelijkingen en metonymie suggereren verbanden en overeenkomsten tussen ongelijksoortige verschijnselen, voorzien een vers van meerdere betekenislagen of zorgen voor een verrassingseffect. Niet alle stijlmiddelen worden in elk afzonderlijk vers gebruikt. Vormvastheid helpt vaak bij het onthouden van een gedicht.
Er bestaan vele klassieke versvormen die soms vrij strikt bepaalde klankregels (bijvoorbeeld metrum, rijmschema) en/of betekenisregels (bijvoorbeeld cesuur, pointe) voorschrijven. Voorbeelden daarvan zijn het epische vers in hexameters, het sonnet, het rondeel en de limerick. Daarnaast bestaan er ook vrijere versvormen die dichterlijke effecten bereiken met ritme, halfrijmen, binnenrijmen, enjambementen, nabootsing van de spreektaal (parlando) en wisselingen tussen stijlregisters. Sommige versvormen, zoals de limerick, de clerihew of het ollekebolleke, worden bijna uitsluitend door plezierdichters gebruikt.
De dichtkunst kan zelfstandig worden beoefend door gedichten te schrijven en te publiceren, maar kan ook worden beoefend als onderdeel van andere kunstvormen, zoals het drama in verzen, de liedkunst, de popmuziek, het cabaret of de opera. Gedichten of verzen worden gepubliceerd in literaire tijdschriften, dichtbundels, liedbundels, bloemlezingen of op internet.

## Opvattingen over poëzie
Poëzie valt moeilijk eenduidig te definiëren. Weinig liefhebbers van poëzie zullen genoegen nemen met het opsommen van de formele kenmerken ervan. Het geheel is meer dan de som der delen. Toen hem gevraagd werd een definitie van poëzie te geven, zei de dichter Robert Frost: "Poetry is the kind of thing poets write." - Poëzie is wat dichters schrijven - Op die manier gaf hij aan dat poëzie ook iets ondoorgrondelijks blijft behouden dat zich onttrekt aan elke analyse of poging tot het geven van een sluitende definitie. Iets gelijkaardigs antwoordde Louis Armstrong de journalist die hem vroeg wat jazz is: "Man, if you have to ask what jazz is, you'll never know!" - Als je het moet vragen dan zul je het wel nooit weten! - Om erachter te komen wat poëzie is, kun je dus best veel gedichten lezen om er voeling mee te krijgen. Sommigen zijn zelfs van oordeel dat poëzie helemaal niet bestudeerd zou moeten worden. Enkele uitspraken van dichters over hun kunst lichten een tipje van de sluier op:
Muzikaal denken.— Thomas Carlyle
De duidelijke uitdrukking van onduidelijke gevoelens.— W.H. Auden
De kunst van het verenigen van plezier met waarheid door voor de rede de hulp in te roepen van de verbeelding.— Samuel Johnson
Het vastleggen van de beste en gelukkigste momenten van de gelukkigste en beste geesten.— Percy Bysshe Shelley
Als ik een boek lees en het maakt mijn hele lichaam zo koud dat geen vuur in staat is om het ooit nog op te warmen, dan weet ik dat het poëzie is.
Als ik me fysiek voel alsof het bovenste deel van mijn hoofd weggenomen is, dan weet ik dat het poëzie is.
Dit zijn de enige manieren die ik ken om erachter te komen. Is er wel een andere manier?— Emily Dickinson

## Verschil tussen poëzie en proza
Volgens Fernand Lodewick is er één essentieel verschil tussen proza en poëzie, namelijk het versritme en dat wordt beïnvloed door een tweede onderscheid, namelijk dat poëzie een bepaalde regellengte kent en proza niet. Dit verschil is fundamenteler dan rijm en metrum. Neerlandicus G.J. Vis kenschetst het zichtbare gegeven van de versregel als onderscheidend voor poëzie vergeleken met de prozaregel. Het woordenboek Van Dale definieert proza als niet-poëzie: 'wijze van zich literair uitdrukken die niet gebonden is aan de regels van de versleer en die geen versregels kent'. Andere vormen van onderscheid zijn:
1. Thematisch onderscheid: in vroegere eeuwen hanteerde men een indeling van tekstsoorten, gebaseerd op thema's. Zo ontstond dan de driedeling epiek, dramatiek en lyriek. Het was een indeling die zich beriep op poëtica's uit de antieke wereld, zoals die van Aristoteles die voorschreef waarover literatuur moest gaan. In die zin moest epiek dan gaan om heldhaftige thema's, drama moest conflicten uitbeelden, en het uitdrukken van gevoelens werd voorbehouden aan lyriek. Tegenwoordig wordt dit als een te dwingende, normatieve indeling gezien. Het stemt ook helemaal niet meer overeen met de soort literatuur die in de 20e en 21e eeuw geschreven wordt.
2. Formeel onderscheid: ook formele criteria waaraan een tekstsoort getoetst moet worden vooraleer het tot poëzie gerekend wordt, voldoen niet meer. Veel moderne poëzie rijmt bijvoorbeeld niet (een van de formele kenmerken waar vroeger wel belang aan werd gehecht) en ook een regelmatige versregellengte en een strakke opbouw in strofen is bij moderne gedichten niet meer geldig. Andere kenmerken, zoals beeldspraak en andere stijlfiguren worden eveneens aangetroffen in prozateksten of in drama, zodat ze niet uitsluitend als kenmerk van poëzie kunnen gelden.
3. Een inzicht dat vanaf de jaren 60 in Nederland en België dankzij het werk van progressieve dichters als Armando op de voorgrond kwam, was dat poëzie in een specifiek taalspel gestalte krijgt. Dit wil zeggen dat een gedicht pas een gedicht wordt door de communicatie tussen dichter en lezer; de functie van taal is dus afhankelijk van de situatie waarin ze uitgewisseld wordt. En van die situatie hangt het af welke rol taal krijgt toebedeeld. Het zijn de regels van het taalspel 'poëzie' (dat de lezer verondersteld wordt te herkennen) die bepalen wat de betekenis is: de referentiële taalsituatie. Met andere woorden: een lezer van poëzie weet dat woorden niet hetzelfde betekenen als in 'gewoon' taalgebruik.

## Algemene belangrijke kenmerken
GelaagdheidGelaagdheid wil zeggen het op meerdere manieren kunnen lezen, begrijpen en interpreteren van een tekst. In poëzie speelt dit een belangrijke rol. Toch zijn vele gedichten niet tot nauwelijks gelaagd. En ook in andere vormen van literatuur is gelaagdheid uiteraard van belang.
WoordkeuzeBij het schrijven hecht de dichter meestal veel belang aan een zorgvuldige woordkeuze, waarbij het woord niet alleen omwille van de betekenis wordt gekozen, maar ook omwille van zijn connotaties (associatieve kracht, klank- en gevoelswaarde enz.) De wijze waarop iets wordt gezegd wordt in poëzie drager van betekenis. Zoals in elke vorm van literatuur is stijl van groot belang in de poëzie. De taalkundige en literatuurwetenschapper Roman Jakobson vond kenmerkend voor 'poëticiteit' dat het woord als woord wordt ervaren, en niet slechts als vertegenwoordiger van het benoemde object of als gevoelsuiting.
VoordrachtswaardePoëzie bestond al voordat veel mensen konden schrijven en hielp om teksten te onthouden en mondeling over te dragen. Veel traditioneel theater werd daarom in dichtvorm geschreven, zoals bij Vondel. De traditie van voordrachtskunst is in veel modernere poëzie nog herkenbaar, ondanks het loslaten van vaste vormregels. Veel meer dan andere literatuur nodigt ze daarom uit om blijvende indruk te maken en letterlijk onthouden te worden langs de weg van voordracht.
SublimatieDichters hebben meestal tot doel de hoofdgedachte of hoofdgedachten (als die er tenminste is/zijn) van een gedicht zo kernachtig mogelijk neer te zetten, terwijl prozaschrijvers hun hoofdgedachte eerder in detail uitwerken, met argumentaties of verhalende elementen. Dit laatste komt weliswaar ook voor in gedichten met een episch karakter, zoals kronieken, maar deze zijn gemakkelijk als gedicht te herkennen door rijm en metrum. Zodra deze in een verhalende of beschouwende tekst ontbreken, is er weinig reden om nog van poëzie te spreken.

## Poëtica
De theorie over het schrijven van poëzie wordt poëtica genoemd.
Was er in eerdere perioden sprake van algemeen heersende literaire opvattingen, in de moderne tijd heeft iedere dichter een meer individuele poëtica, al zijn ook dan (vaak achteraf) overeenkomsten tussen zelfs ogenschijnlijk sterk verschillende dichters vast te stellen. Schrijver en criticus Simon Vestdijk bijvoorbeeld somt in De glanzende kiemcel (1941/43) op wat poëzie volgens hem van proza onderscheidt:
- een grotere concentratie in de zinsbouw
- een grotere rijkdom van schijnbaar overbodige beelden
- herhaling van bepaalde woorden
- een andere rangschikking van de woorden dan in het proza gebruikelijk is
- het optreden van vergelijkingen, die letterlijk genomen onjuist zijn, maar tot de levendigheid van de impressie bijdragen
- de klank van het vers, waaronder tevens het rijm en in zekere zin ook het metrum valt

Het volgende citaat beschrijft zijn opvatting:
"De dichter doet alles met zijn woorden om het proza te ontlopen. Ten aanzien van het proza is het gedicht iets bijzonders, een 'abnormaliteit', een onderbreking - een bijzonder moment in de voortvloeiende bewustzijnsstroom of in de stroom van gebeurtenissen, die door het proza op de voet worden gevolgd. Het gedicht isoleert zich als het ware uit de sfeer van het proza; het geeft een stilstand te zien, een zwevende stilstand (...) daar waar het proza voortstroomt, voortkabbelt, en nooit stilstaat, maar daarnaast ook nooit zweeft. De poëzie is een verticaal, het proza een horizontaal phenomeen."

## Uitoefening
- In de regel wordt poëzie geschreven voor een "lezerspubliek" en/of dat van toehoorders.
- Daarnaast schrijven veel mensen gedichten voor zichzelf als een soort dagboekaantekeningen. Hoewel de meningen hierover verschillen, wordt dit toch meer gezien als het werk van zondagsdichters.
- Ook worden er zogenaamde gelegenheidsgedichten geschreven; zoals de naam al zegt worden deze gemaakt in het kader van een bepaalde (gedenkwaardige) gebeurtenis. Dergelijke gedichten zijn vaak minder serieus en voor een klein publiek van intimi bestemd (een typisch Nederlandse vorm is het sinterklaasgedicht). Maar ook serieuze dichters schrijven gelegenheidsgedichten, bijvoorbeeld bij belangrijke gebeurtenissen in een stad of land. Soms doen zij dat in opdracht.
- Als de schoonheid van een taaluiting wordt herkend door de toehoorders, zonder dat de spreker zich er bewust op uit was, spreekt men van "gevonden poëzie" ("found poetry").
- Als de poëzie ontstaat tijdens een performance, dan spreekt men van Fluxus Poetry.

Het is niet voor niets dat over het schrijven van goede poëzie soms erg lang wordt gedaan. Van Chr. J. van Geel, een schrijver van veel ultrakorte gedichten, is bekend dat hij steeds iets aan zijn gedichten veranderde. Pas als zijn uitgever het van hem afpakte, was het "gereed".

## Publicatie/presentatie
- Poëzie wordt onder andere gepubliceerd in de vorm van:
  - poëziebundels (boeken met gedichten van meestal één dichter)
  - publicatie in tijdschriften
  - open publicatie op het internet
  - bloemlezingen
- Van oudsher wordt poëzie voorgedragen voor een publiek van toehoorders. In voorgaande eeuwen gebeurde dat vaak door diverse voordragers (wie de tekst geschreven had, was vaak niet eens bekend), tegenwoordig draagt meestal de dichter zelf zijn eigen gedichten voor. Er zijn echter ook dichters die uitdrukkelijk kenbaar maken dat hun poëzie zich niet tot voordragen leent, maar slechts 'gelezen' moet worden.
  - Soms vormt een voordracht (onderdeel van) een vastgesteld en aangekondigd literair programma. Dichters die nog niet bij een (groot) publiek bekend zijn, dragen voor bij een podiumactiviteit (proces) voor "onbekende" schrijvers (vaak een open podium).
  - Een moderne vorm van voordracht is de Poetry Slam, of Poëzieslag. Poetry slam is in Nederland voor het eerst ten uitvoer gebracht in 1998 in Nijmegen
  - Poëzie kan ook verwerkt zijn in een theatervoorstelling of in liedteksten.
- Poëzie komt soms voor als kunst in de openbare ruimte. Een voorbeeld daarvan is het project "Dicht op de Muur" in Leiden. In het kader van dit project heeft stichting TEGEN-BEELD 101 gedichten op evenzoveel Leidse buitengevels afgebeeld. In onder andere 's-Hertogenbosch, Nieuwpoort en Rotterdam lopen er soortgelijke projecten. Een andere vorm van poëzie in de openbare ruimte zijn de posters van Loesje. Ten slotte zijn er evenementen als Poëziezomer Watou, waarbij er kunstinstallaties geïnspireerd op gedichten geëxposeerd worden. In Vlaanderen worden sinds corona weesgedichten aangebracht op ramen.
- Een bijzondere hedendaagse vorm van poëzievoordracht is Drive-by poetry. Bij deze vorm van voordracht wordt met een al dan niet geblindeerd voertuig op een willekeurige plek gestopt en spontaan poëzie ten gehore gebracht voor de aanwezige toeschouwers of voorbijgangers. Buiten de tijd van de voordracht is er verder geen communicatie met de toeschouwers. Na de performance vertrekt het voertuig abrupt. Bij deze vorm van voordracht staat het aspect van verrassing voorop. Het publiek wordt onvoorbereid en op een onverwachte plek getrakteerd op een voordracht. Het idee van drive-by poetry vindt zijn oorsprong in de hiphop en urban cultuur. Het onverwachte en dynamisch, mobiele element is geleend van het fenomeen drive-by shooting. Deze vorm van kunstuiting ligt in de lijn van de poëziestroming poetry slam.

## Moderne literatuur
- Ton Anbeek, Verstuivende adressen. Poëzie tussen 1960 en 1985. In:  Geschiedenis van de Nederlandse literatuur tussen 1885 en 1985. Amsterdam, De Arbeiderspers, 1990, pp. 242–270
- Hugo Brems, De dichter is een koe. Over poëzie. Amsterdam, De Arbeiderspers, 1991
- Daan Thoomes, Poëzie over, voor en van schoolkinderen. In: Lessen (Nationaal Onderwijsmuseum), vol. 6, 2011, nr.2, pp. 14–16

## Historische literatuur
- Aristoteles, Poëtica, Historische uitgeverij, 2017.
- Horatius, De dichter als vakman (Oorspronkelijk: Ars Poetica), Atheneum - Polak en van Gennip , 2016.
- W.H. Auden, The Dyer's Hand and other essays. Random House USA, 1990.
- Joseph Brodsky, Voetnoot bij een gedicht, pp. 199–267, over het gedicht Nieuwjaarswens van Marina Tsvetajeva. Over 'September 1, 1939' van W. H. Auden, pp. 303–357, bespreking van dat gedicht. In: Tussen iemand en niemand (Oorspronkelijk: Less Than One), De bezige bij, 1987.
- Joseph Brodsky, Leren lezen, pp. 104–111 over poëzie in het algemeen. Het verdriet en de rede, pp. 238–282, over een gedicht van Robert Frost. Om de gunst van een levenloze, pp 331–402, over vier gedichten van Thomas Hardy. Negentig jaar later, pp. 403–460 over het gedicht 'Orpheus. Eurydike. Hermes' van Rainer Maria Rilke. In: Het verdriet en de rede (Oorspronkelijk: On grief and reason), De bezige bij, 1997.